# Janko Kotnik
Janko Kotnik, slovenski romanist in leksikograf, * 22. december 1885, Dobrije, † 19. november 1975, Ljubljana.

## Življenjepis
Rodil se je očetu kmetu Dominiku in materi Heleni (rojena Skidek). Brat mu je bil France Kotnik. Obiskoval je gimnazijo v Celovcu. Nato je študiral slovansko in romansko filologijo na univerzah v Pragi, Parizu in Lausanni ter leta 1911 doktoriral na filozofski fakulteti v Gradcu z disertacijo o dobrškem narečju. Med letoma 1912 in 1913 je služboval na realki v Gorici ter med 1913 do 1914 in 1919 do 1920 na gimnaziji v Banja Luki, od 1. januarja 1921 pa na gimnaziji v Mariboru. Med prvo svetovno vojno je bil ujet v Rusiji, kjer je kot prostovoljec vstopil v srbsko in pozneje v Rdečo armado. Po koncu vojne je na Koroškem urejal časopis Mir in bil član jugoslovanske plebiscitne komisije. Med letoma 1924 do 1940 je poučeval na realki v Mariboru. Leta 1948 je postal profesor za francoščino na ljubljanski Filozofski fakulteti, kjer je bil od 1956 do 1960 tudi znanstveni sodelavec za francoski jezik in francosko književnost. Sestavil je tudi več učbenikov in slovarjev (slovensko-ruski slovar; 1959, slovensko-italijanski slovar; 1965, slovensko-angleški slovar; 1945).

## Ostalo delo
Kotnik je od leta 1903 sodeloval s celovškim časopisom Mir, kjer je pod psevdonimom Danimir objavil nad 30 podlistkov, deloma originalnih črtic, deloma prevodov iz češčine, ruščine in francoščine. Sodeloval je še pri drugih listih: pri Zori, pri Nastavnem Vjesniku (letnik XXVIII: Revolucija in ruski pravopis), pri Mladi Jugoslaviji in Koroškem Slovencu.